# Irrédentisme

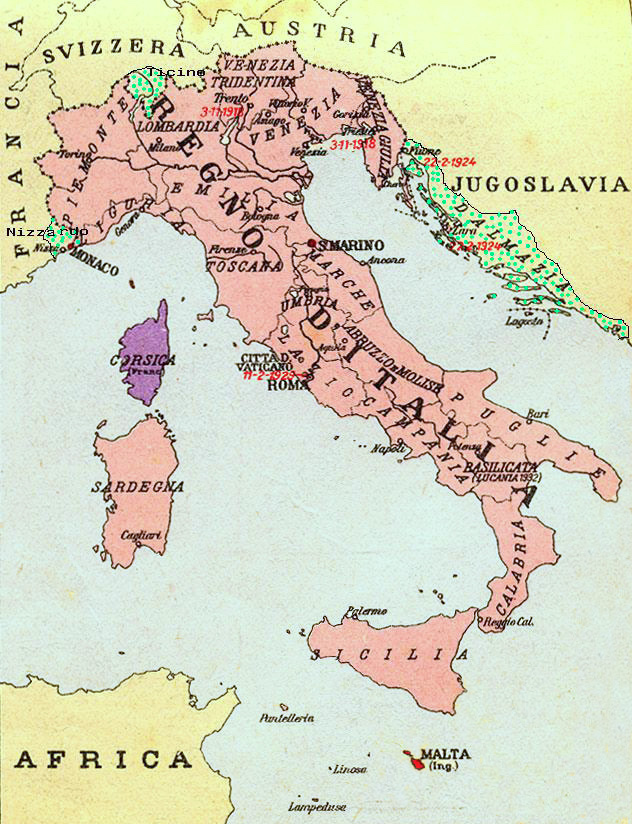
Carte de l'Italie dans les années 1930 :
Territoires du royaume d'Italie (1918-1940)
Territoires ayant fait partie des anciens États italiens, revendiqués par les nationalistes italiens (terres irrédentes)
Autres territoires à population italique ayant fait partie des anciens États italiens

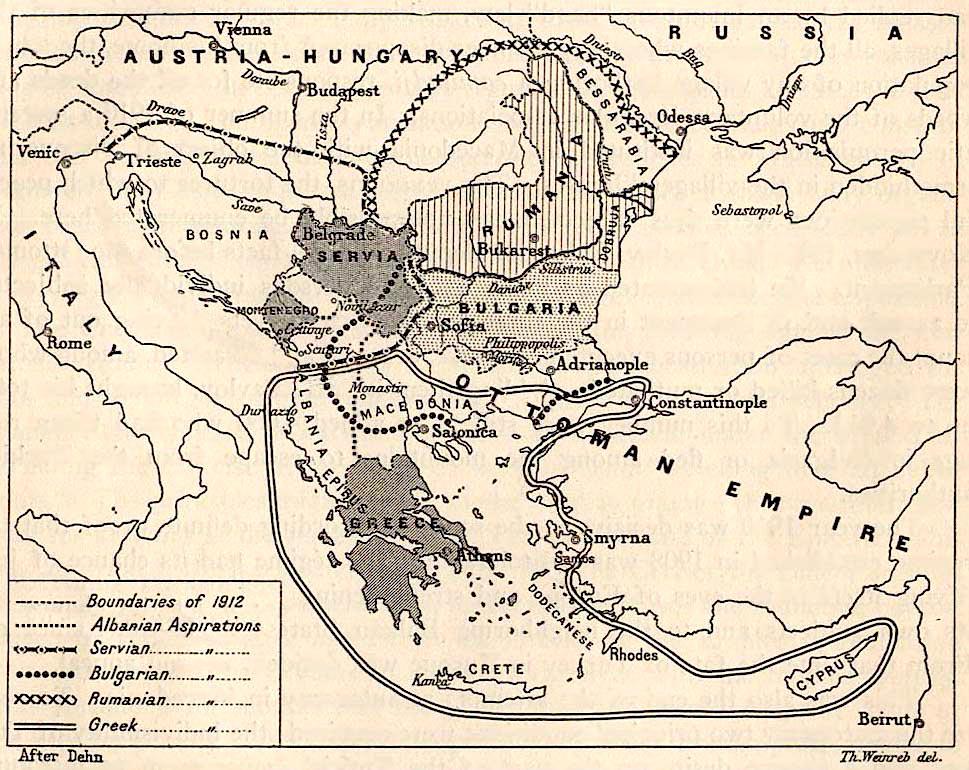
Les aspirations irrédentistes dans les Balkans en 1912.

L’irrédentisme est l'opinion politique nationaliste selon laquelle certains territoires devraient être intégrés à un autre État que celui dont ils relèvent, par exemple parce qu'ils en ont autrefois fait partie ou pour des raisons historiques, ethniques ou linguistiques. Elle trouve son origine dans une doctrine politique, énoncée en 1877 en Italie qui revendiquait l'unité nationale de l'ensemble des territoires de langue italienne ou ayant fait partie des anciens États italiens.

## Étymologie
Le terme vient de l'italien irredentismo, de irredento, « non libéré », « non délivré », « non racheté ».
Le terme italien renferme la racine latine emere, « acheter », d'où « rédempteur », « celui qui rachète », et « préemption », « droit d'acheter avant les autres ».

## Origines
L'irrédentisme est une doctrine politique énoncée en 1870 en Italie, qui revendiquait l'annexion de l'ensemble des territoires de langue italienne. L'irrédentisme fut très actif dans la seconde moitié du XIXe siècle et au début du XXe siècle.
L'irrédentisme conduisit à la prise à l'Autriche-Hongrie de Trieste, de l'Istrie et du Trentin-Tyrol du Sud après la Première Guerre mondiale, mais également à la libération de Fiume (Rijeka), à l'instigation du poète Gabriele D'Annunzio, entre 1918 et 1920. La ville fut finalement intégrée au royaume d'Italie en 1924.
L'irrédentisme fut récupéré par Benito Mussolini, qui non seulement mit la main sur des terres déjà considérées comme irrédentes comme Malte, la Corse et Nice, mais étendit ses prétentions à la Savoie et à Corfou (en Grèce). Ces derniers territoires furent d'ailleurs occupés par les troupes de Benito Mussolini entre 1941 et 1943.

## Exemples de revendications dites irrédentistes
- Revendications réciproques par la France et l'Allemagne (de 1871 à 1945) de l'Alsace-Lorraine ;
- Revendications réciproques par la France et l'Allemagne sur la Rive gauche du Rhin ;
- Revendication du rattachement de la Flandre aux Pays-Bas par certains nationalistes néerlandais (nationalisme thiois) ;
- Revendication du rattachement de la Corse à l'Italie par certains nationalistes italiens (Irrédentisme italien en Corse) ;
- Revendication du rattachement à la Belgique de la Flandre zélandaise, du Limbourg néerlandais, du Brabant-Septentrional, du grand-duché de Luxembourg et de la Flandre française (1916-1921) pour reformer la Belgique antique[1] ;
- Revendication de la réunion de la Wallonie à la France par les rattachistes wallons et français (rattachisme) ;
- Revendication par les nationalistes bretons du Mont-Saint-Michel et de la Loire Atlantique.
- Revendication par certains nationalistes allemands du rattachement de la Silésie polonaise ;
- Revendication par l'URSS du rattachement des territoires perdus lors du traité de Brest-Litovsk en 1918 ;
- Revendication par les nationalistes basques de l'union des territoires historiques basques partagés entre la France et l'Espagne en un nouvel État indépendant ;
- Revendication pancatalaniste de l'union des territoires de langue catalane (les Catalognes espagnole et française, la principauté d'Andorre, la frange d'Aragon, la communauté valencienne, El Carche en Murcie, les îles Baléares, et Alghero en Sardaigne) en un nouvel État indépendant ;
- Revendication par les indépendantistes occitans des territoires de langue occitane du val d'Aran et du Piémont italien aux autres terres occitanes françaises, en un nouvel État indépendant ;
- Revendication par le Portugal du rattachement de la ville espagnole d'Olivence ;
- Revendication par les nationalistes portugais de l'union du Portugal à la Galice, (Grand Portugal ou Portugalice) ;
- Revendication par les nationalistes finlandais du rattachement de la Carélie occidentale annexée par l'URSS en 1940 ;
- Revendication par les nationalistes suédois du rattachement des îles Åland, cédées à l'Empire russe en 1809 et finlandaises depuis 1917 ;
- Revendication par les nationalistes hongrois des territoires perdus par la Hongrie en 1918 et cédés au traité de Trianon en 1920 ;
- Revendication par les États issus du recul de l'Empire ottoman (Albanie, Bulgarie, Grèce, Serbie, Monténégro…) de plusieurs régions des Balkans ;
- Revendication par les unionistes albanais et kosovars du rattachement du Kosovo à l'Albanie ;
- Revendication par les unionistes bosniens de l'abolition de la république serbe de Bosnie pour que son territoire rejoigne la fédération de Bosnie-et-Herzégovine ;
- Revendication par les milieux nationalistes polonais des territoires appartenant anciennement aux confins de la république de Pologne, dont les villes de Lviv (Lwów en polonais) et Hrodna ;
- Revendication par les unionistes serbes du rattachement du Monténégro et de la république serbe de Bosnie à la Serbie ;
- Revendication par les unionistes russes et biélorusses du rattachement de la Biélorussie à la Russie ;
- Revendication par les russophones d'Ukraine de la reconnaissance internationale du rattachement de la Crimée à la Russie et de l'autonomie ou de l'indépendance de la Novorussie (moitié sud-est de l'Ukraine) ;
- Revendication par les unionistes moldaves et roumains de l'union de la Moldavie et de la Roumanie ;
- Revendication par les Ossètes du rattachement de l'Ossétie géorgienne à l'Ossétie russe ;
- Revendication par l'Arménie du rattachement de l'Anatolie orientale en 1918 ou du Haut-Karabagh aujourd'hui (Miatsum) ;
- Revendication par les nationalistes palestiniens du rattachement du territoire israélien ;
- Revendication par le Pakistan du rattachement du Cachemire indien ;
- Revendication par le Québec du rattachement du Labrador ;
- Revendication par le canton du Jura du rattachement du Jura bernois (Question jurassienne);
- Revendication par l'Inde du rattachement du Cachemire pakistanais et de l'Aksai Chin chinois ;
- Revendication par la Chine du rattachement de Taïwan et de l'Arunachal Pradesh indien (politique d'une seule Chine) ;
- Revendication par certains nationalistes marocains (notamment au sein du parti de l'Istiqlal) du rattachement de la Mauritanie, du quart occidental de l'Algérie (Tindouf, Touat), du Sahara occidental, et parfois du Nord du Mali (jusqu'à Tombouctou) ;
- Revendication par le Venezuela du rattachement de la région nord-ouest du Guyana ;
- Revendication par le Suriname du rattachement des régions frontalières du Guyana et de la Guyane ;
- Revendication par la Bolivie et le Pérou du rattachement de la région côtière nord du Chili ;
- Revendication par l'Argentine du rattachement des îles Malouines ;
- Revendication par les États-Unis du rattachement du Canada et du Groenland ;
- Revendication par certains nationalistes Inuits de l'union du Nunavut, du Nunavik et du Groenland en un nouvel État indépendant ;
- Revendication du rattachement de Chypre à la Grèce (énosis) ;
- Revendication de la Somalie sous l'ère de Siad Barré sur plusieurs entités territoriales dans le but de constituer la Grande Somalie (somali : Soomaaliweyn). Cette dernière désigne une entité territoriale qui serait constituée par le regroupement des territoires habités par les peuples de langues somalies de la Corne de l'Afrique. Cette entité comprendrait la Somalie, tout ou partie de Djibouti, la région de l'Ogaden en Éthiopie et la province nord-est du Kenya. Cet irrédentisme, inscrit dans sa constitution et symbolisé par les cinq branches de l'étoile qui orne son drapeau, a conduit la république de Somalie à affronter l'Éthiopie, en 1963 puis en 1977 ;
- Revendication par les nationalistes croates du rattachement de la Bosnie, du Sandžak, de la Syrmie orientale, de Bačka et des bouches de Kotor (Grande Croatie).